# Món possible
En lògica i filosofia, la noció de món possible s'utilitza per interpretar afirmacions modals com «és possible que plogui» o «és necessari que 1 + 2 = 3», i per definir algunes nocions filosòfiques com a essència i superveniència. No obstant això, no existeix acord sobre què són els mons possibles. Segons el realisme modal de David Lewis, els mons possibles són universos, i el nostre univers és només un entre molts. Per Saul Kripke en canvi, els mons possibles no són alguna cosa que es descobreix, sinó alguna cosa que s'estipula mitjançant descripcions. Per a Adams i Plantinga, entre d'altres, els mons possibles són conjunts maximals de proposicions. Que un conjunt de proposicions sigui maximal vol dir que si se li agrega qualsevol altra proposició, esdevé inconsistent. En tant conjunts, els mons possibles d'Adams i Platinga són entitats abstractes, platòniques. En lògica modal, la noció de món possible es pren com a primitiva i, per tant, no es defineix.

## Història
Gottfried Leibniz va introduir per primera vegada la noció de món possible en un treball de 1710 conegut com a Teodicea. Segons Leibniz, els mons possibles són idees en la ment de Déu, diferents maneres de com Déu podria haver creat el món. La seva conclusió és que com Déu és benvolent, el món actual ha de ser el millor de tots els mons possibles. Aquesta proposta va ser després ridiculitzada per Voltaire en la seva obra de 1759 titulada Cándido.
En 1959, Saul Kripke va utilitzar la noció de món possible per donar una semàntica formal a la lògica modal i demostrar la seva completesa semàntica. Des de llavors, el seu ús s'ha estès a d'altres parts de la lògica i la filosofia, per exemple per definir nocions com a essència o superveniència. Juntament amb la difusió del seu ús, va créixer també el debat sobre què són exactament els mons possibles.